# Smiling Fish 2003
Der Smiling Fish 2003 im Badminton fand vom 30. April bis zum 4. Mai 2003 in Trang statt.

## Sieger und Platzierte
| Disziplin    | Gold                                          | Silber                                      | Bronze                                        |
| ------------ | --------------------------------------------- | ------------------------------------------- | --------------------------------------------- |
| Herreneinzel | Boonsak Ponsana                               | Thirayu Laohathaimongkol                    | Jaturong Butrbhodi                            |
| Herreneinzel | Boonsak Ponsana                               | Thirayu Laohathaimongkol                    | Narunat Chuaymak                              |
| Dameneinzel  | Salakjit Ponsana                              | Soratja Chansrisukot                        | Benjaporn Thienrajkij                         |
| Dameneinzel  | Salakjit Ponsana                              | Soratja Chansrisukot                        | Sachiko Sekimoto                              |
| Herrendoppel | Patapol Ngernsrisuk Sudket Prapakamol         | Hendri Kurniawan Saputra Denny Setiawan     | Polawat Daanpasukkul Thitipong Lapho          |
| Herrendoppel | Patapol Ngernsrisuk Sudket Prapakamol         | Hendri Kurniawan Saputra Denny Setiawan     | Nuttaphon Narkthong Panuwat Ngernsrisul       |
| Damendoppel  | Duanganong Aroonkesorn Salakjit Ponsana       | Kumiko Ogura Reiko Shiota                   | Saisamol Chattanupakorn Suphanan Kittitarakul |
| Damendoppel  | Duanganong Aroonkesorn Salakjit Ponsana       | Kumiko Ogura Reiko Shiota                   | Benjaporn Thienrajkij Molthila Meemeak        |
| Mixed        | Songphon Anugritayawon Duanganong Aroonkesorn | Sudket Prapakamol Sathinee Chankrachangwong | Siwath Khoosakunthum Kanissara Ngernsrisuk    |
| Mixed        | Songphon Anugritayawon Duanganong Aroonkesorn | Sudket Prapakamol Sathinee Chankrachangwong | Thitipong Lapho Papasiri Jongjit              |